# M'Cid
M'Cid est une commune de la Wilaya de Sidi Bel Abbès en Algérie, située à douze kilomètres au sud de la ville de Sfisef.

## Géographie

### Situation
| Mostefa Ben Brahim | Sfisef                       | Aïn Fras (Mascara) |
| Mostefa Ben Brahim | M'Cid                        | Aïn Fras (Mascara) |
| Oued Sefioun       | Oued Sefioun; Hounet (Saïda) | Hounet (Saïda)     |

### Lieux-dits, hameaux, et quartiers[2]
Le territoire de la commune est constitue des localites suivantes : M'Cid, Abri, Belkebiche, Louafi, Zaagougue, Chaibe, Bouras howachmiya, Amrawa, Ben barek, Ghoubali, Abbouni,  Hmammda, Benslimane, Khiloun, Rahmouni, Sehanine, Refafsa, Laradja et Ghoubali. 

## Toponymie
M'Cid signifie « école coranique ».

## Patrimoine
Dans ce village se trouve le cimetière des quarante Goubbas. Les quarante Imâms qui ont prononcé la fatwa d'El djihad (la lutte contre l’occupant)  permettant à l'émir Abd El-Kader de déclencher la guerre sainte contre l’armée coloniale française[réf. nécessaire].

## Sources, notes et références
1. ↑  « Wilaya de Sidi Bel Abbès : répartition de la population résidente des ménages ordinaires et collectifs, selon la commune de résidence et la dispersion ». Données du recensement général de la population et de l'habitat de 2008 sur le site de l'ONS.
2. ↑  J.O.R.A. du 19 décembre 1984, p.1533